# St. Michael (Bremen-Grohn)

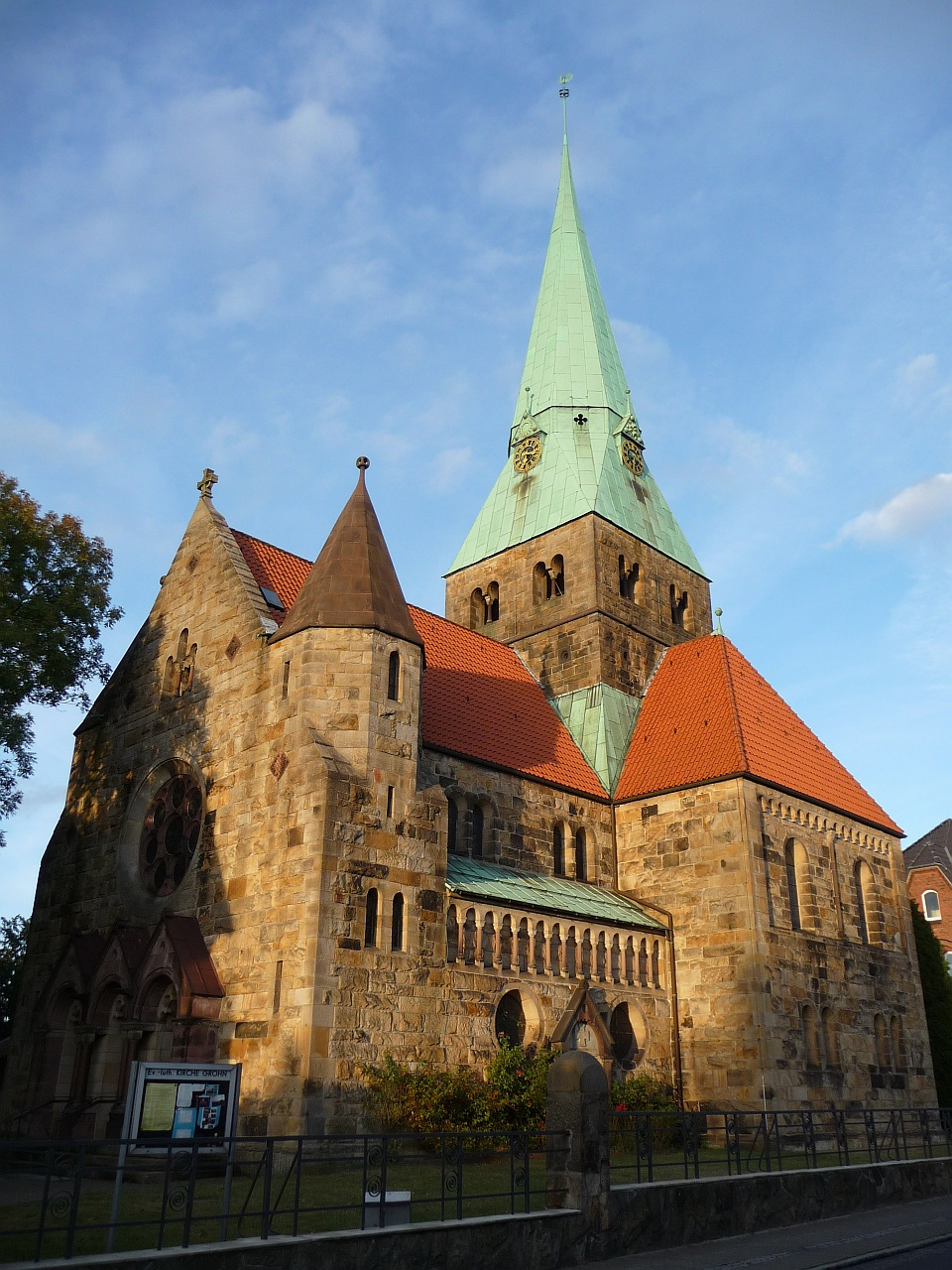
St.-Michael-Kirche in Grohn

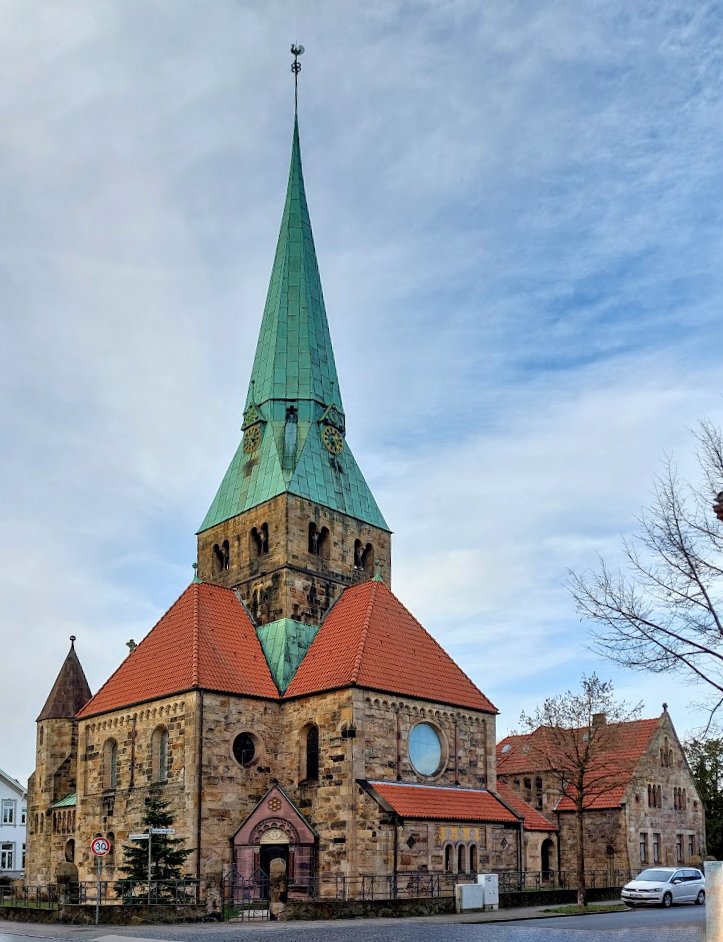
Ansicht von Westen

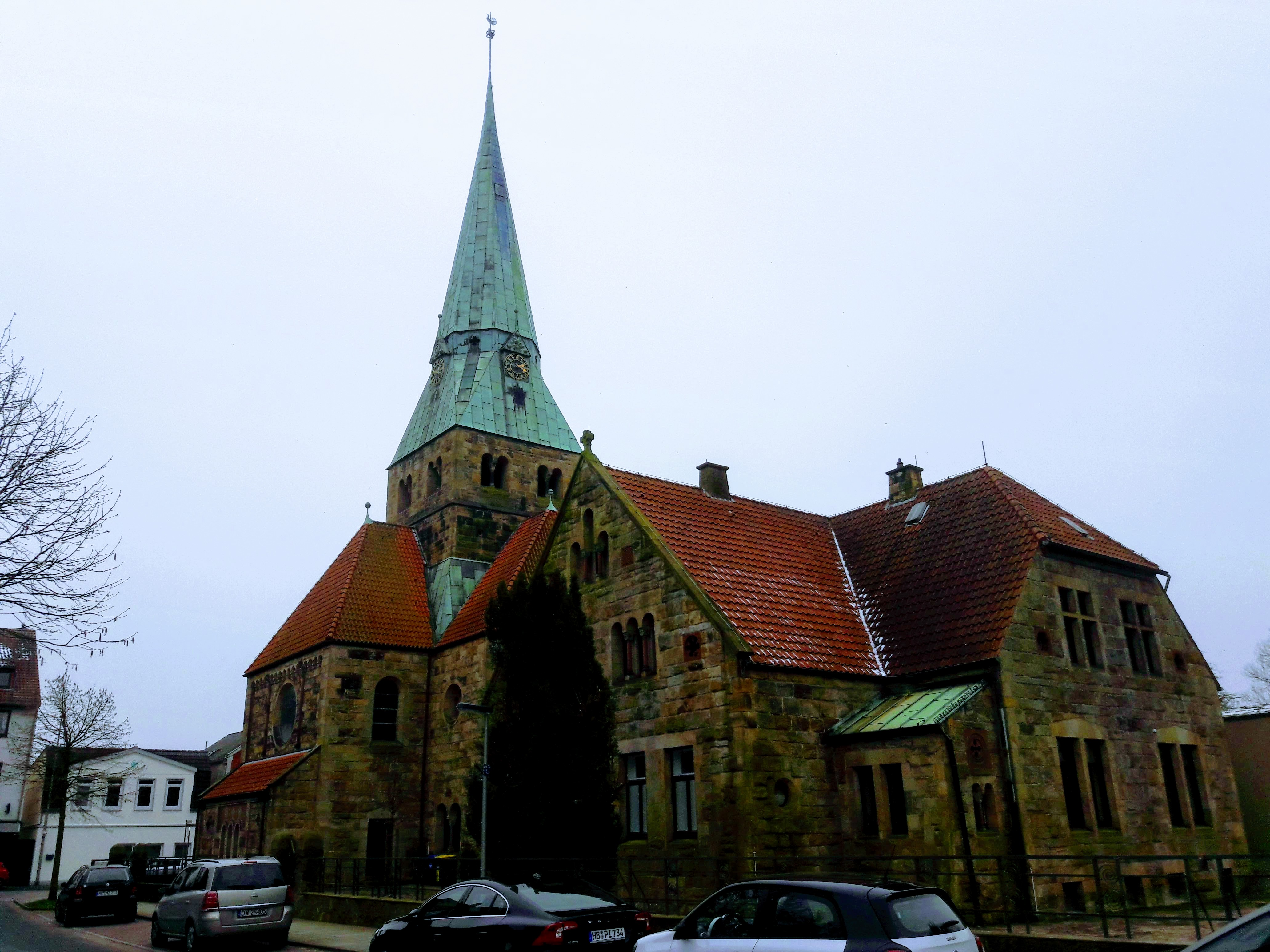
Ansicht von Süden mit Pfarrhaus

Die Kirche St. Michael in Bremen-Vegesack, Ortsteil Grohn, Friedrich-Humbert-Straße 133 und
Grohner Bergstraße 1, wurde in den Jahren 1906-1908 erbaut. Sie gehört der evangelisch-lutherischen Kirchengemeinde St.-Michael der Bremischen Evangelischen Kirche.

## Geschichte
Durch die seit Mitte des 19. Jahrhunderts verstärkt einsetzende Industrialisierung stieg die Einwohnerzahl des ehemals selbständigen Fischerdorfes Grohn an der Lesum erheblich an. Für die kirchlich bis dato zur Gemeinde der St.-Martini-Kirche in Lesum zählenden Grohner protestantischen Glaubens war der Bau eines eigenen Kirchengebäudes erforderlich geworden, nachdem bereits 1903 die katholische Kirche zur Heiligen Familie in Grohn errichtet worden war.
Nach Genehmigung der Gründung einer selbständigen evangelisch-lutherischen Gemeinde in Grohn durch das zuständige Konsistorium der Generaldiözese Bremen-Verden in Stade und der Gemeindekonstituierung am 31. März 1906 wurde der Bau der Kirche von 1906 bis 1908 nach Entwurf des Architekten und Konsistorialbaumeisters der  Landeskirche Hannovers Karl Mohrmann realisiert. Bereits am 1. Oktober 1905 war mit der Errichtung des Pfarrhauses begonnen worden, das am 1. Juli 1906 bezogen wurde. Der Grundstein für die Kirche wurde am 30. September 1906 gelegt, die Einweihung erfolgte am 2. Februar 1908.
Auf dem Grundstück einer ehemaligen Mühle im Grohner Ortskern entstand nach dem Vorbild rheinischer Kirchenbauten der Spätromanik und unter Einfluss des Wiesbadener Programms ein kreuzförmiger Bruchsteinbau vorwiegend aus Ibbenbürener Sandstein mit Vierungsturm nebst Konfirmandensaal und Pfarrhaus im neuromanischen Stil. Die ornamentale Ausmalung wurde durch den Maler Karl Bohlmann (1877–1929) aus Hannover vorgenommen und ist ebenso wie die Ausstattung aus der Erbauungszeit vollständig erhalten. Die Buntglasfenster stammen von dem Bremer Glasmaler Georg Karl Rohde. Der 55 Meter hohe viereckige Turm ist bis in die Spitze massiv gehalten und oberhalb des Glockengeschosses mit Kupferplatten verkleidet. Aus architektonischer und kunsthistorischer Sicht ist die Kirche wegen der erhaltenen Einrichtung aus der Bauzeit, der flächendeckenden Ausmalung, des verwendeten Baumaterials sowie des Baustils bemerkenswert, wurden doch in der Zeit des Historismus im nordwestdeutschen Raum, insbesondere auch in der Region Bremen, Kirchenbauten ganz überwiegend in Backsteinbauweise unter Verwendung neugotischer Stilformen errichtet.
Die Kirche samt Pfarrhaus, Konfirmandensaal und Grundstücksumfriedung stehen seit 1977 unter Denkmalschutz.
2016/2017 wurde das Bauensemble um den Neubau eines Gemeindehauses ergänzt.

## Friedhof Grohn
Zur Gemeinde gehört der westliche, parkähnliche Teil des Friedhofs von 1907, gelegen zwischen der Steingutstraße 8 und dem Campus Ring, mit einer Kapelle und einem vielfältigen Baumbestand. Südlich befindet sich ein abgegrenzter Bereich der Familie Leffers mit einem kleinen Gedenkhäuschen und ein kleines Mausoleum der Familie Otto Freise (1872–1952, Direktor der Norddeutschen Steingutfabrik).

## Orgel
Die erste Orgel wurde 1908 von dem Orgelbauer Faber (Salzhemmendorf) erbaut. Dieses Instrument wurde 1929 durch ein neues Instrument ersetzt, das von der Orgelbaufirma Furtwängler & Hammer erbaut wurde. Bis heute erhalten ist die Prospektfassade. 1972 wurde dieses Instrument durch einen Neubau mit 27 Registern ersetzt. Die heutige Orgel  stammt von der Orgelbaugesellschaft Reichenstein, wobei Teile der Vorgängerorgel der Firma Emil Hammer Orgelbau von 1972 sowie der Prospekt von 1908/1929 verwendet worden sind. Das Instrument hat 28 Register auf zwei Manualen und Pedal. Die Spieltrakturen sind mechanisch, die Registertrakturen sind elektrisch.
| I Hauptwerk C–g3 |                 |     |
| 1.               | Bordun          | 16′ |
| 2.               | Prinzipal       | 8′  |
| 3.               | Gambe           | 8′  |
| 4.               | Spillflöte      | 8′  |
| 5.               | Octave          | 4′  |
| 6.               | Nachthorn       | 4′  |
| 7.               | Octave          | 2′  |
| 8.               | Sesquialtera II |     |
| 9.               | Mixtur IV       |     |
| 10.              | Trompete        | 8′  |

| II Schwellwerk C–g3 |                  |     |
| 11.                 | Geigenprinzipal  | 8′  |
| 12.                 | Salicional       | 8′  |
| 13.                 | Vox Coelestis    | 8′  |
| 14.                 | Lieblich Gedackt | 8′  |
| 15.                 | Fugara           | 4′  |
| 16.                 | Traversflöte     | 4′  |
| 17.                 | Waldflöte        | 2′  |
| 18.                 | Mixtur IV        | 2′  |
| 19.                 | Fagott           | 16′ |
| 20.                 | Oboe             | 8′  |
|                     | Tremulant        |     |

| Pedalwerk C–f1 |             |         |
| 21.            | Subbass     | 16′     |
| 22.            | Quintbass   | 10 2⁄3′ |
| 23.            | Octavbass   | 8′      |
| 24.            | Cello       | 8′      |
| 25.            | Gedacktbass | 8′      |
| 26.            | Flötbass    | 4′      |
| 27.            | Posaune     | 16′     |
| 28.            | Trompete    | 8′      |

- Koppeln: II/I (auch als Superoktavkoppel); I/P, II/P

## Geläut
Das Geläut besteht aus drei Bronzeglocken in den Tönen e, gis und h, die zusammen 2,1 Tonnen wiegen und 1926 von der renommierten Glockengießerei Otto aus Hemelingen/Bremen gegossen worden sind. Sie haben die Glockenbeschlagnahme und -vernichtung des Zweiten Weltkrieges überstanden.